# Запрудная (платформа)
Запру́дная (также используется неофициальное название Запру́дня) — остановочный пункт тупикового ответвления Вербилки — Дубна Савёловского направления Московской железной дороги в поселке Запрудня Талдомского городского округа Московской области.

## Описание

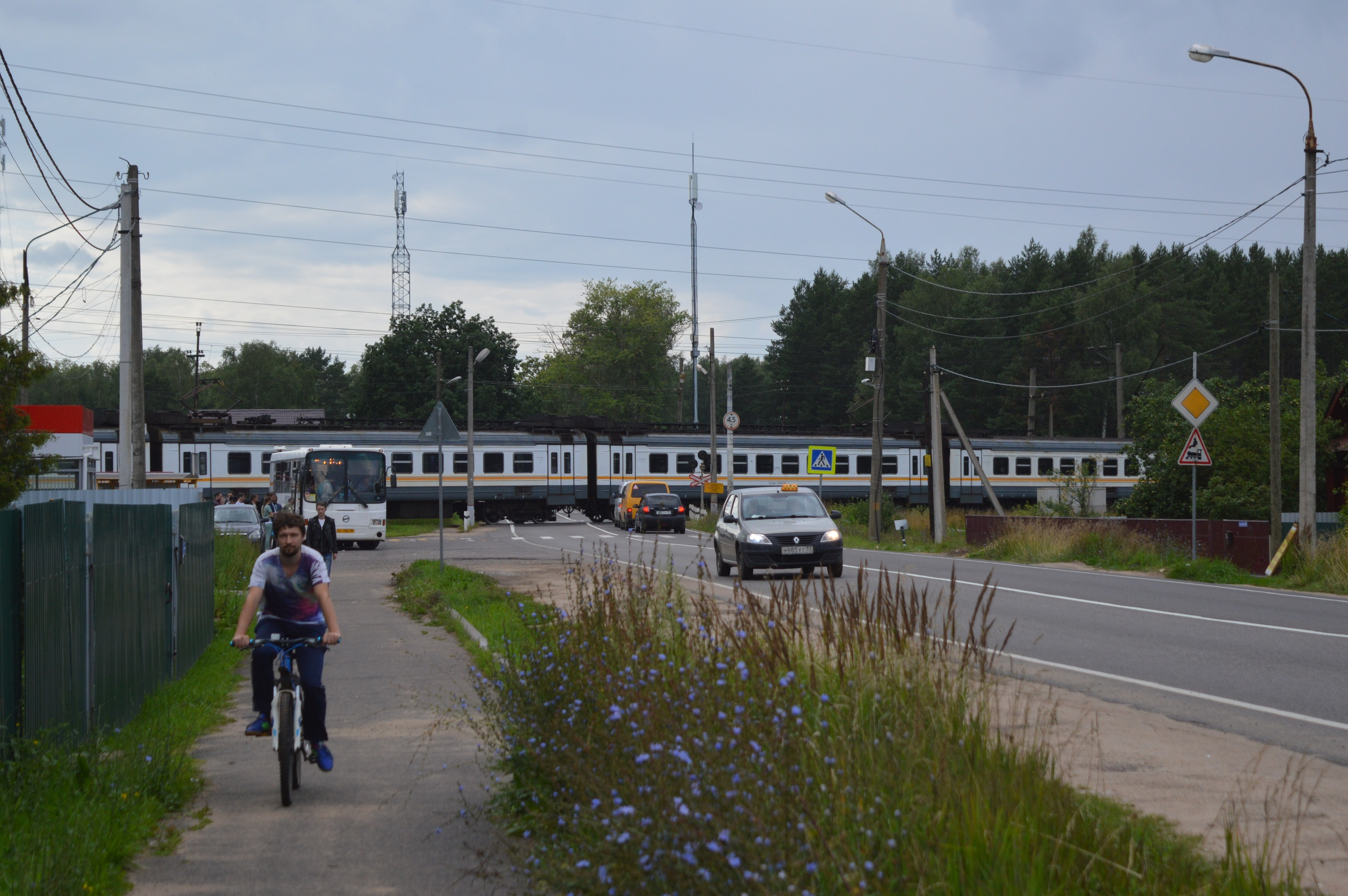
Прибывающий на платформу электропоезд

Находится в 99 км от Москвы, на Дубненском ответвлении.
Одна боковая платформа. Турникетами не оборудована.
В 2017 году произведён полный ремонт платформы, сделан пандус.